# Guigny
Guigny (Aussprache [ɡiˈɲi]) ist eine französische Gemeinde mit 143 Einwohnern (Stand: 1. Januar 2022) im Département Pas-de-Calais in der Region Hauts-de-France. Sie gehört zum Arrondissement Montreuil und zum Gemeindeverband Les 7 Vallées. Die Einwohner werden Guignois und Guignoises genannt.

## Lage
Die Gemeinde Guigny liegt im Artois auf einem Plateau zwischen den Flüssen Canche und Authie, 21 Kilometer südöstlich von Montreuil-sur-Mer. Nachbargemeinden von Guigny sind Capelle-lès-Hesdin im Norden, Brévillers im Nordosten, Le Quesnoy-en-Artois im Osten, Regnauville im Süden, Raye-sur-Authie im Südwesten sowie Mouriez im Westen.

## Bevölkerungsentwicklung
| Jahr                       | 1962 | 1968 | 1975 | 1982 | 1990 | 1999 | 2006 | 2012 | 2022 |
| -------------------------- | ---- | ---- | ---- | ---- | ---- | ---- | ---- | ---- | ---- |
| Einwohner                  | 153  | 127  | 96   | 108  | 140  | 140  | 154  | 173  | 143  |
| Quellen: Cassini und INSEE |      |      |      |      |      |      |      |      |      |

## Sehenswürdigkeiten
- Calvaire

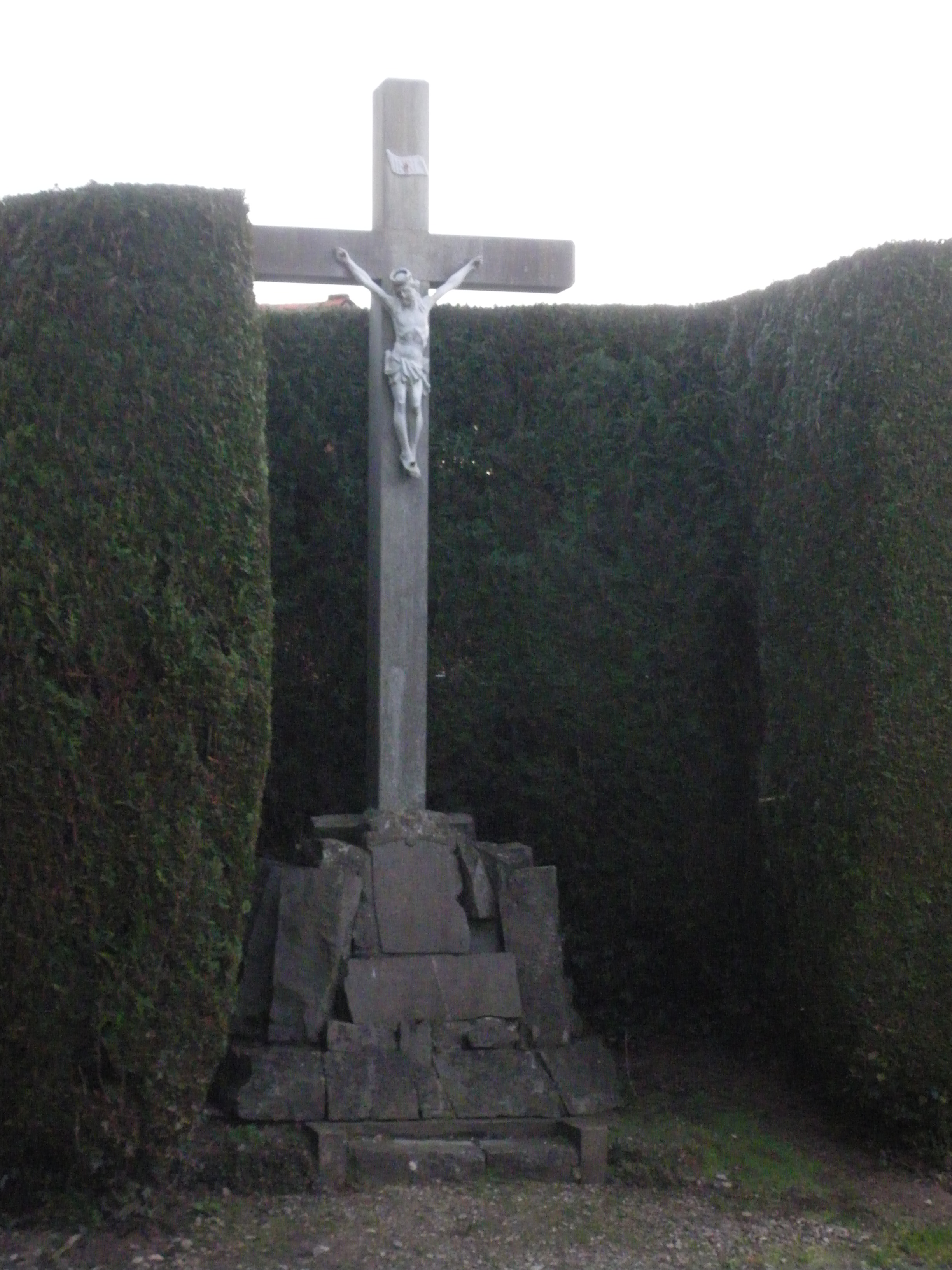
Calvaire
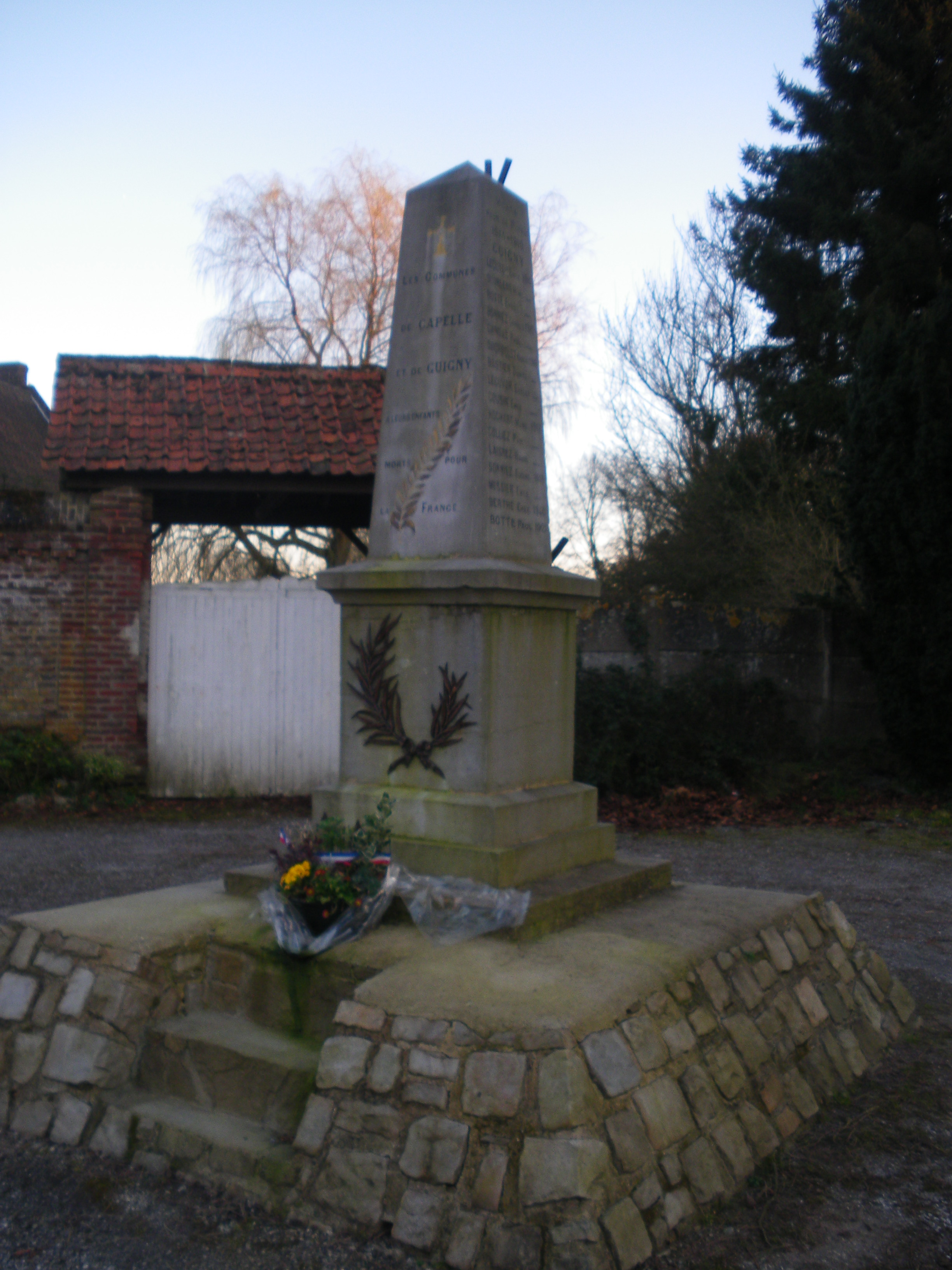
Gefallenendenkmal

In Guigny gibt es keine Kirchen und Kapellen.